# Rogue (2020)
Rogue (bra:Rogue; prt:Rogue - Selvagem) é um filme dirigido por M. J. Bassett e estrelado por Megan Fox como uma mercenária cuja equipe fica presa na África e deve lutar para sobreviver contra os insurgentes locais e uma leoa sanguinária. Foi lançado em 28 de agosto de 2020.

## Elenco
- Megan Fox - Samantha O'Hara
- Philip Winchester - Joey Kasinski
- Greg Kriek - Mike Barasa
- Jessica Sutton - Asila Wilson
- Calli Taylor - Chloe
- Kenneth Fok - Bo Yinn
- Isabelle Bassett - Tessa
- Brandon Auret - Elijah Dekker
- Adam Deacon - Zalamm
- Sisanda Henna - Pata
- Tamer Burjaq - Maskakh
- Lee-Anne Liebenberg - TJ
- Austin Shandu - Alfred

## Lançamento
Rogue foi lançado digitalmente nos Estados Unidos em 28 de agosto de 2020 e, em seguida, em Blu-ray e DVD em 1º de setembro. Durante as primeiras duas semanas de lançamento nos Estados Unidos, o filme totalizou $ 878.284 em vendas de DVD e Blu-ray.

## Recepção
No agregador de críticas Rotten Tomatoes, o filme tem um índice de aprovação de 70% com base em dez opiniões dos críticos. Em sua crítica para o The Guardian, Ellen E Jones disse que "Rogue não oferece realismo de documentário sobre a natureza, mas o diretor MJ Bassett é um ex-apresentador da vida selvagem cujo interesse pelas pastagens sul-africanas vai além do mero pano de fundo." Em uma revisão positiva, Stefan Pape do Common Sense MMedia avaliou o filme como "implacável" e com "violência gráfica ininterrupta".